# OScar (open source car)

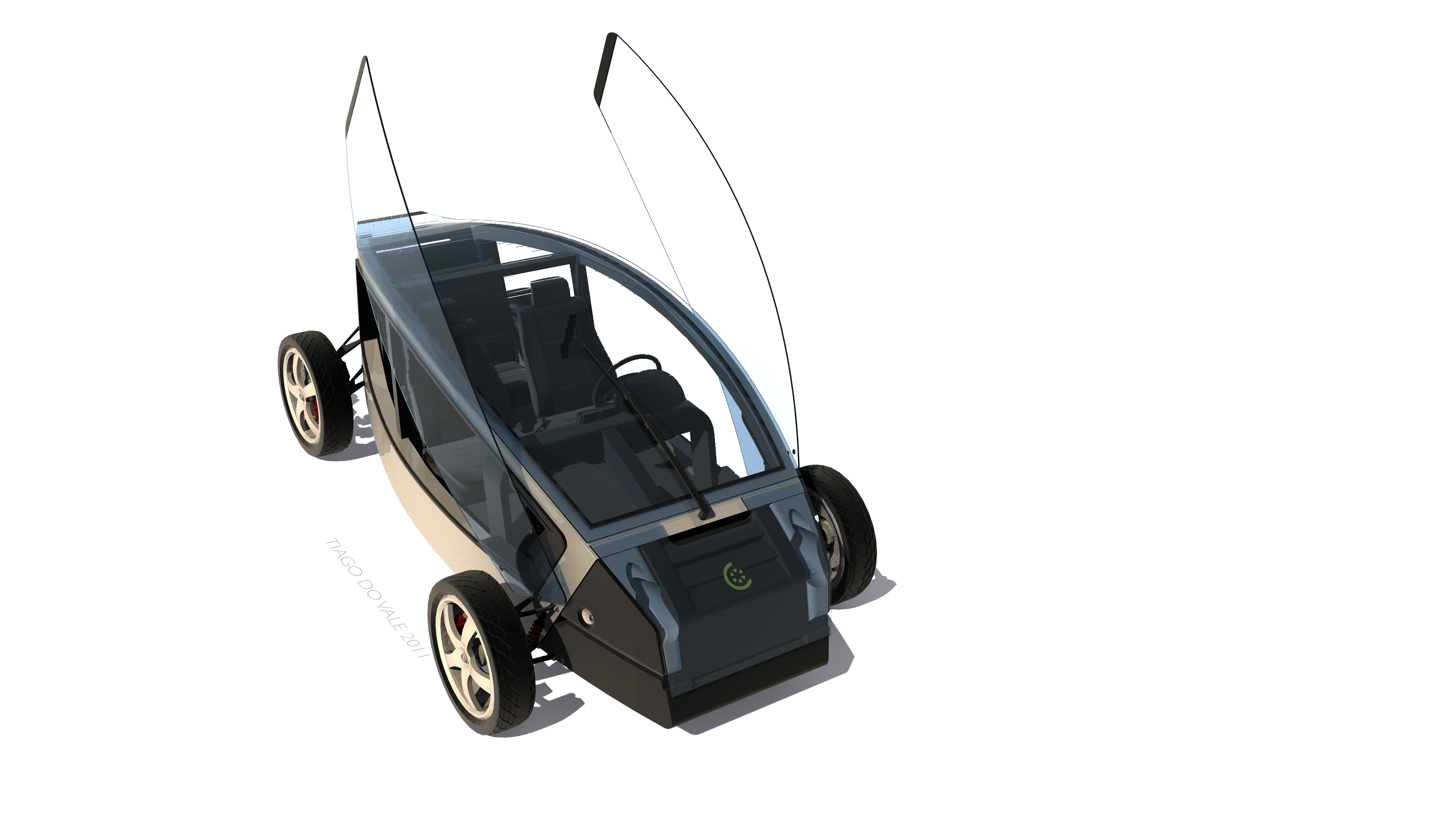
Versão de 4 rodas

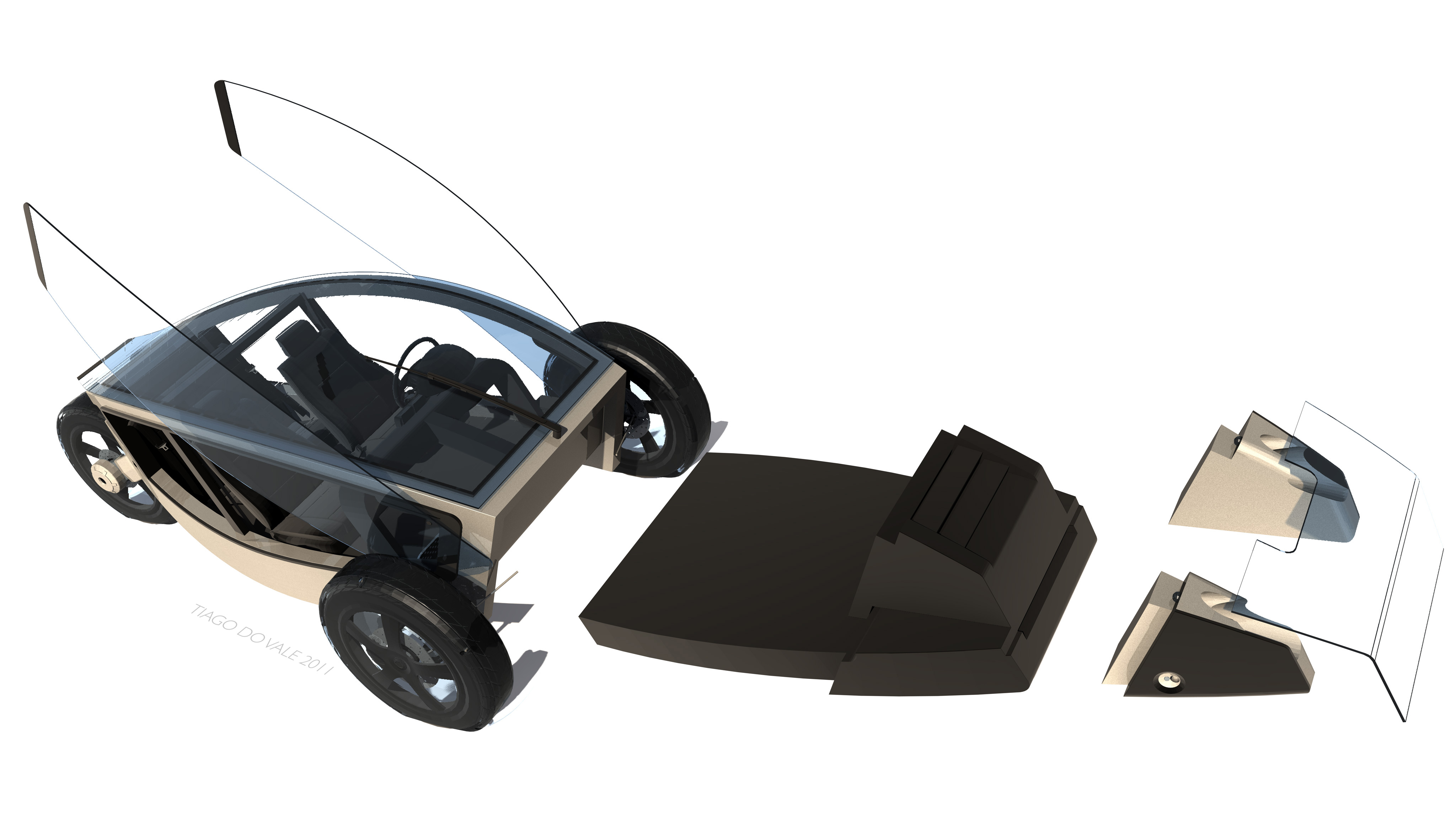
Versão de 3 rodas com conjunto motriz destacado

Fundado por Markus Merz em 1990 e com direcção de design de Tiago do Vale, o projecto OSCar constitui a primeira tentativa de construir um automóvel com base nos princípios do movimento open source. O objectivo principal do projecto é produzir desenhos técnicos, recorrendo a aplicações open source de CAD, para um veículo cuja propriedade intelectual seja integralmente do domínio público. O seu progresso tem sido contínuo nos últimos anos, reunindo contribuições à escala global de engenheiros e designers que, trabalhando para os grandes grupos de marcas automóveis, doam o seu esforço a este projecto nas suas horas livres.
A finalidade do projecto não passa pelo desenvolvimento de um carro sofisticado, mas sim de um veículo simples e funcional, que responda às necessidades básicas de locomoção de qualquer comunidade (urbana ou rural), capaz de ser produzido em qualquer país, numa grande variedade de condições e a muito baixo custo.
Paralelamente, a longo prazo pretende-se introduzir na indústria o conceito de standardização no fabrico de componentes automóveis (indo de encontro a um dos princípios open source), permitindo importantes economias de escala e livre concorrência, tratando-se de uma abordagem radicalmente diferente ao modelo de negócio corrente na indústria, onde cada fabricante tem os seus próprios standards.
Este monopólio de peças específicas constitui uma das mais importantes fontes de receita das marcas.
Estão também em cima da mesa várias propostas para propulsores a energias alternativas (com versões movidas a hidrogénio, híbridas, e eléctricas).